# Vincent Nordon
 (février 2019).
Si vous disposez d'ouvrages ou d'articles de référence ou si vous connaissez des sites web de qualité traitant du thème abordé ici, merci de compléter l'article en donnant les références utiles à sa vérifiabilité et en les liant à la section « Notes et références ».
Vincent Nordon, né le 24 avril 1950 à Selongey (France), mort le 20 juillet 2020 à Dijon (France) est un réalisateur, scénariste et écrivain français.

## Biographie
Nordon a été étudiant de Roland Barthes et de Christian Metz, puis assistant de Jean-Marie Straub et Danièle Huillet et de Maurice Pialat. Il a été producteur de Marguerite Duras et a collaboré avec Michel Fano et Jean-Luc Godard.
Il est aussi l'auteur d'articles (notamment dans Cinématographe, Ça/cinéma et Les Cahiers du cinéma) et fut acteur dans des films de Bernard Dubois et Gérard Courant.
Entre 2001 et 2014, Gérard Courant, le créateur de la série Cinématon, lui a consacré huit longs métrages qui font partie de ses Carnets filmés, intitulés Vincent Nordon raconte Straub, Huillet, Pialat et Cinématon (en 2001), Vincent Nordon vous salue bien (en 2010), Vincent Nordon, Roland Barthes et Ça/Cinéma (en 2010) Vincent Nordon, Marguerite Duras, Kenji Mizoguchi et le Japon (en 2011) et Straub Godard : Nordon se rebiffe (2012), La Chute de Vincent Nordon (2013), Vincent Nordon, les intellectuels et le cinéma (2014) et Les Fantômes de Vincent Nordon (2014). À la fin de l'année 2014, Gérard Courant a tourné un moyen-métrage qui clôt temporairement ce cycle de dialogues entre Courant et Nordon : Vincent Nordon de Selongey (2014).
Il a écrit trois romans : La Chinoise orpheline, Palpations, Straub/Huillet, non merci ? La plainte d'un ami.
Il va publier un essai[Quand ?] sur Thierry Kuntzel et la mort du cinéma aux Presses du réel.[réf. nécessaire]

## Filmographie
(novembre 2021).
- 1969 : Mercure de France avec Pascal Pia
- 1973 : Jours de colère chef opérateur Gilberto Azevedo, musiques : Berg, Webern, Bach
- 1976 : Guerres civiles en France (coréalisateur) avec Sami Frey, production Cinéma 9-Jean-Claude Huguon
- 1978 : Fragments d'un voyage à Vienne (produit par Maurice Le Roux) avec le quatuor Parennin
- 1984 : Paris vu par... 20 ans après, segment Paris-Plage chef opérateur Martin Shäfer, avec Béatrice Romand, Katrine Boorman, Pierre-Alain Chapuis
- 1986 : Agfa jour et nuit chef opérateur : Darius Khondji
- 1993 : Alors, bonne chance ! (produit par La Maison du Geste et de l'Image, Christine Juppé)
- 1998 : L'Objet-Dard - primé au Festival Gay et Lesbiennes
- 2002 : Kol Nidré avec Jack Lang (Fipa Biarritz)
- 2007 : Sumida/Rimbaud/Vézelay conseillers artistiques : Pierre Brunel, Cardinal Lustiger
- 2010 : Le Mot d'après Faulkner et Proust (moyen-métrage)
- 2010 : projets : Gustave III, Berlioz-correspondances, Noir bunker
- 2010-2012 : chroniques quotidiennes à la Cinémathèque de Bourgogne-Jean Douchet
- 2011 : Straub/Huillet, non merci ?, ed. Presses du réel
- 2011 : film-essai sur Gérard Pesson
- 2012 : traductions diverses (USA, Espagne, Italie) de Straub/Huillet, non merci ? paru aux éditions Presses du réel
- 2012 : finitions du film Le Mot/La Main
- 2012 : projet pour Les éditions Presses du réel ; un récit de souvenirs de ma vie avec l'artiste-vidéaste Thierry Kuntzel (instigateur du projet : Xavier Douroux)
- 2012 : rencontre avec la directrice du festival Chronos Film Festival d'Abulquerque (New Mexico, USA), Kimberly Mc Michael, projets divers et nombreux
Installation : L'homme à la caméra - Dziga Vertov (1929) - L'homme sans caméra - Vincent Nordon (2012)
- 2012 : projet : Bois de loup (titre provisoire et enchantant, avec David Legrand)
- 2012-2013 : intégrale des films de Vincent Nordon en partenariat avec Bourges et la ville de Shanghai
- Octobre 2012 : début du tournage de Ma fugue en Suisse avec Marceline Loridan, Jean-Marie Straub et Garance Clavel
- Novembre 2012 : sortie des DVD Nordon-Courant chez l'Harmattan
- 2014 : projet d'une mise en scène d'opéra
- 2014 : installation de Berlioz-correspondances au Consortium de Dijon (livres - archives filmées - archives sonores)
- 2015 : Bible-Berlioz, lineaments d'un Berlioz.
- 2019 : Berlioz, Baden-Baden, un opéra plutôt comique, Editions Les presses du réel.